# Nestor productus
Il kaka di Norfolk (Nestor productus) è un uccello estinto della famiglia degli Strigopidi.

## Descrizione
Era lungo circa 38 cm; il dorso era quasi completamente marrone-oliva, la gola e le guance erano arancio-rossastre, il petto color paglierino e le cosce, la groppa e il basso addome arancio scuro; il becco era molto prominente. Viveva tra le rocce e sulle cime degli alberi dell'Isola di Norfolk e dell'adiacente Phillip Island. Era uno stretto parente del kaka della Nuova Zelanda.

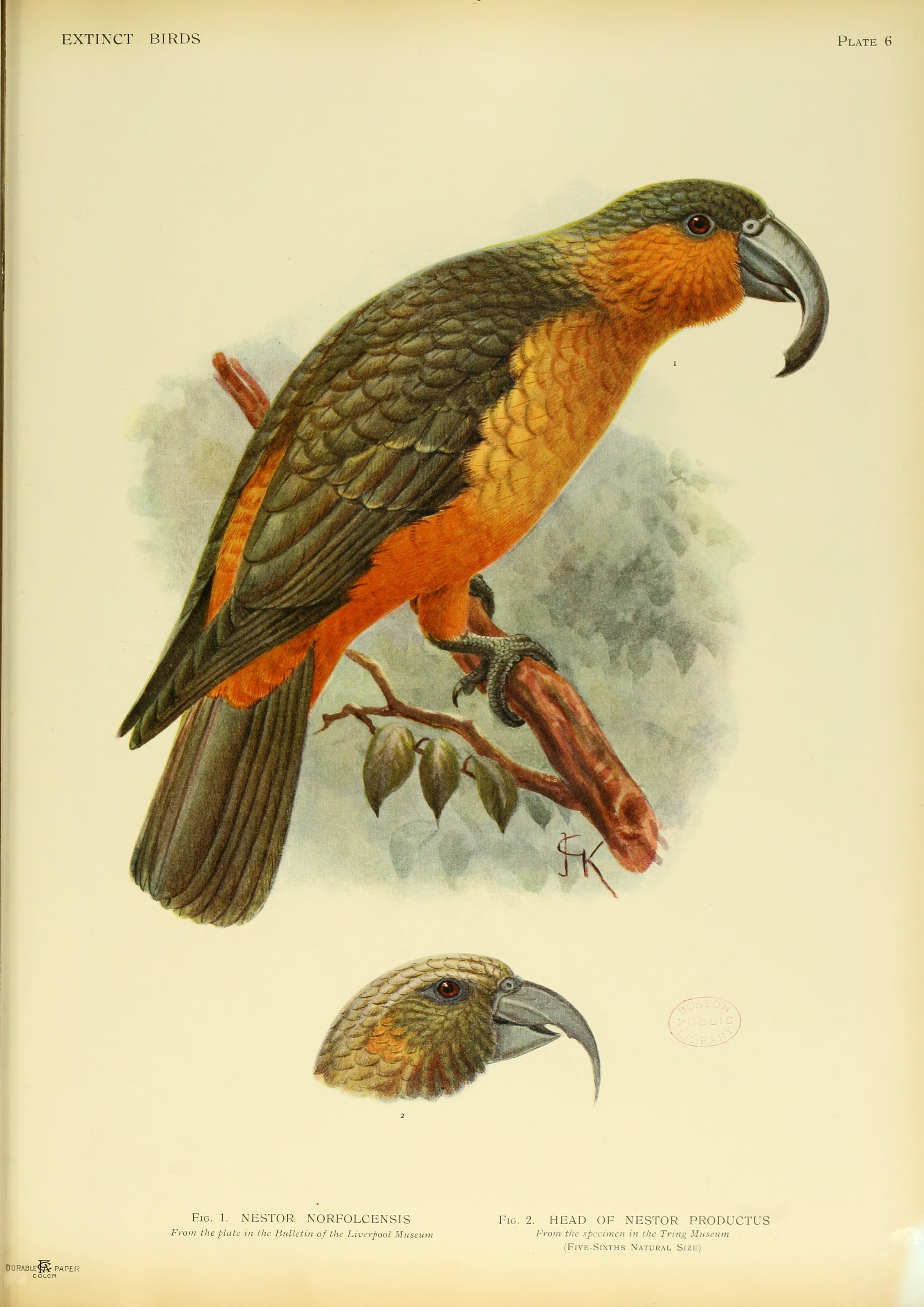
Kaka di Norfolk

## Biologia
Sappiamo poco o nulla sulla biologia di questo volatile. Si diceva che vivesse sia al suolo che sugli alberi più alti, nutrendosi dei fiori di arbusti e alberi vari. Il richiamo venne descritto da Gould come un «rauco, schioppettante, rumore disarmonico, talvolta simile al latrare di un cane».

## Scoperta
Il kaka di Norfolk fu descritto per la prima volta dal naturalista Johann Reinhold Forster e da suo figlio Georg in seguito alla scoperta dell'Isola di Norfolk da parte di James Cook il 10 ottobre 1774. Sfortunatamente, la descrizione venne pubblicata solamente nel 1844. Intorno al 1790, John Hunter raffigurò questo uccello su un ramo di melo dei canguri (Solanum aviculare). La prima descrizione ufficiale, però, è quella di John Gould del 1836, effettuata a partire da un esemplare conservato presso la Zoological Society di Londra. Inizialmente, gli esemplari di Norfolk e di Phillip Island vennero considerati come due specie separate, Nestor norfolcensis (descritta da von Pelzeln nel 1860) e Nestor productus, rispettivamente, ma un paragone diretto tra esemplari di entrambe le isole mostra senza ombra di dubbio che appartenevano ad un'unica specie.

## Estinzione
I polinesiani che abitavano sull'isola da molto tempo prima dell'arrivo degli europei cacciavano il kaka a scopo alimentare, ma quest'ultimo costituiva solo una minima parte della loro dieta. Dall'arrivo dei primi colonizzatori, nel 1788, in poi, il kaka iniziò anche ad essere catturato per essere tenuto come animale da compagnia. Il numero degli esemplari diminuì enormemente quando l'isola divenne una colonia penale (dal 1788 al 1814 e di nuovo dal 1825 al 1854) e il territorio si antropizzò sempre più. In natura il kaka scomparve agli inizi del XIX secolo. Nei diari di Abel D. W. Best, un militare che trascorse il 1838 e 1839 sia a Norfolk che a Phillip Island, non se ne fa menzione. Dal momento che Best era solito andare a caccia per passatempo e per raccogliere esemplari di uccelli vari, compreso il parrocchetto di Norfolk, che lui chiamò «lori», dal momento che è molto simile a quest'ultimo nell'aspetto, è difficile credere che si sia potuto dimenticare di parlare anche del kaka, una specie piuttosto appariscente, se fosse stato ancora presente sulle isole. L'ultimo esemplare in cattività morì a Londra nel 1851.

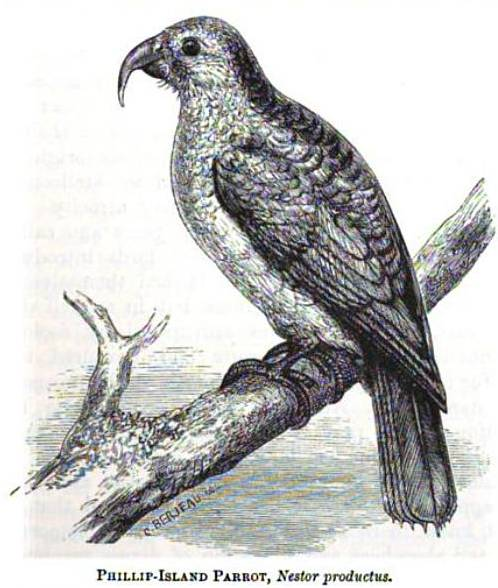
Disegno dell'esemplare conservato al British Museum.

## Esemplari impagliati
I resti di almeno sette esemplari di kaka di Norfolk sono conservati nei musei di Melbourne, New York, Washington, Tring (due esemplari?), Amsterdam (un esemplare) e Leida (due esemplari). L'ornitologo Joseph M. Forshaw dice che di questi sette esemplari uno è un maschio, un altro una femmina e gli altri dei giovani dei quali è impossibile accertarne il sesso. Nella vecchia letteratura vengono citati anche altri musei in possesso di spoglie di kaka, compreso quello di Birmingham (che ne acquistò una intorno al 1899) e il Derby Museum di Liverpool (che conserverebbe due esemplari, provenienti uno da Norfolk e l'altro da Phillip Island).
Presso il Naturalis di Leida sono conservati due esemplari: un maschio (RMNH 110.061) e una femmina (RMNH 110.068). Entrambi provengono da Phillip Island. Il maschio venne acquistato nel 1863, molto tempo dopo la scomparsa della specie, ma non si sa come sia giunto a Leida. Molto probabilmente, dato che già verso la fine del 1838 Phillip Island era già infestata da maiali rinselvatichiti, conigli, capre e polli, l'esemplare proveniva da un'altra collezione. L'unico esemplare di Phillip Island dello Zoölogisch Museum di Amsterdam  (ZMA 3164), del quale non è stato possibile accertarne il sesso, ha raggiunto la città prima del 1860 e proviene quasi certamente dallo stesso stock dei due esemplari del Naturalis di Leida. Su un vecchio elenco degli esemplari aviari del British Museum of Natural History di Londra sono citati due esemplari provenienti da Phillip Island. Uno dei due apparteneva in passato alla collezione privata del Signor Bell.

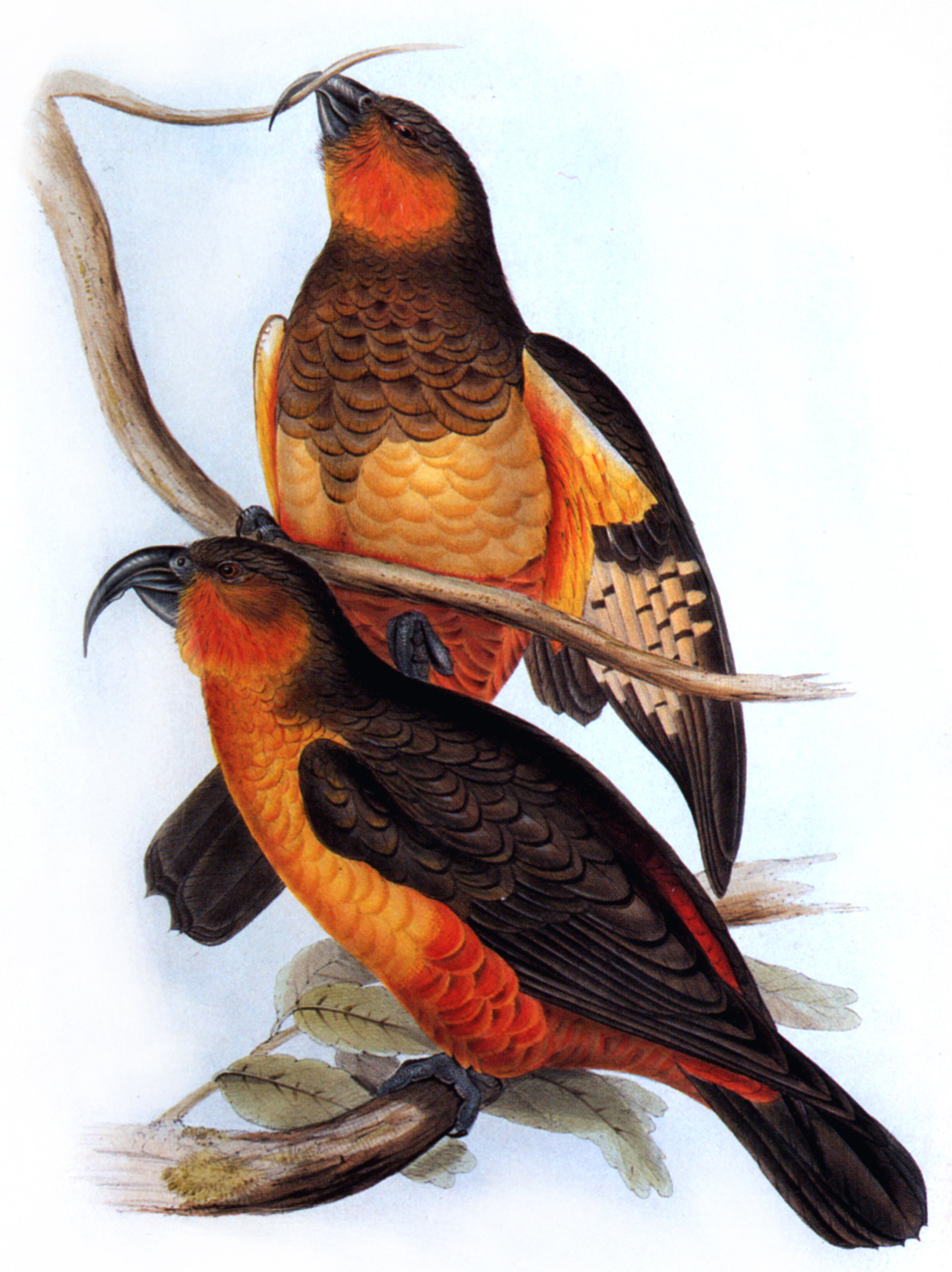